# Wiener Totenlieder
Wiener Totenlieder ist ein 2015 im Marion von Schröder Verlag veröffentlichter Kriminalroman der Autorin, Schauspielerin und Regisseurin Theresa Prammer und der erste Band der Trilogie um die Privatermittlerin Carlotta Fiore. Das Buch handelt von einer fiktionalen Mordserie an der Wiener Oper und wurde 2015 mit dem Leo-Perutz-Preis ausgezeichnet.

## Inhalt

### Handlung
Zu Beginn des Romans wird während einer Aufführung von Mozarts Zauberflöte an der Wiener Oper der Tenor Wilhelm Neumann ermordet. Er stirbt durch einen Stich mit einer Metallplatte, die Teil seines Kostüms ist, auf offener Bühne. Die gescheiterte Opernsängerin und Polizeischülerin Carlotta Fiore, genannt Lotta, arbeitet derweil als Hausdetektivin in einem Wiener Einkaufszentrum. Zum wiederholten Mal schlägt sie sich mit einer immer wiederkehrenden Diebin herum, Henriette Manzini, die in einer Nervenheilanstalt wohnt. Beim Aufnehmen ihrer Daten lädt Carlotta sie stets auf einen Kaffee in ihrem Büro ein. An diesem Tag stattet Lotta ihr früherer Liebhaber, der Polizist Hannes Fischer, einen Besuch ab. Dieser berichtet ihr von zwei Morden an der Wiener Oper, auch eine Soubrette ist von einem Kulissenstück erschlagen worden. Er ersucht sie gegen eine Gage von 10.000 € als Statistin an der Oper verdeckt zu ermitteln. Das Geld sei auf einem anonym eingerichteten Bankkonto bereitgestellt worden. Widerwillig nimmt sie den Auftrag an. Schließlich ist in der Opernwelt ist ihr musikalisches Versagen in den Fußstapfen ihrer umjubelten Mutter, der verstorbenen Star-Sopranistin Maria Fiore, weithin bekannt.
Im Wiener Prater trifft sie zusammen mit Hannes auf ihren Ko-Ermittler Konrad Fürst. Dieser ist einst Ermittler bei der Mordkommission gewesen und tritt nun beruflich als Clown Foxi auf. Als Lotta im Gespräch der beiden Männer als Eintrittskarte zur Oper bezeichnet wird, weigert sie sich zu ermitteln.
Hannes versucht sie am nächsten Tag im Kaufhaus erneut zu überzeugen, während diese wieder mit Henriette beschäftigt ist. Lotta verdeutlicht ihm dabei, dass er sich stets mehr von ihrer Beziehung erwartet hatte als sie und weist ihn harsch zurück. Erst eine rätselhafte Aussage von Henriette überzeugt sie den Auftrag anzunehmen: „Pastellrosa, Nudelsuppe, 5“. Die Worte verweisen auf Lottas Gabe, einer Person mit einem Blick in die Augen die Lieblingsfarbe, die letzte Mahlzeit und das Alter abzulesen.
Vor der ersten Probe als Statisten an der Oper besprechen Lotta und Konrad in einem Kaffeehaus ihre Vorgehensweise. Dabei versucht sie mit ihm zu flirten. Er erklärt, er wolle nichts mit ihr anfangen, da sie bei dem Altersunterschied seine Tochter sein könne. Später wird Lotta in der Oper von Sängern überschwänglich begrüßt und während der Probe kommen immer wieder Leute auf sie zu. Anschließend geht sie mit Konrad in die Hongkong Bar. Wie so oft trinkt sie reichlich Alkoholisches und beginnt mit einem Mann namens Sven Munz zu flirten, den sie nachhause begleitet. Am selben Abend wird eine Sopranistin während einer Aufführung von West Side Story vergiftet. Ein Getränk, das diese als Teil der Choreographie getrunken hat, war mit Aspirin versetzt worden, worauf sie mit einem tödlichen allergischen Schock reagiert hat.
Als Lotta am Morgen Sven verlässt, hinterlässt sie einen Zettel mit der Behauptung, sie müsse rechtzeitig daheim sein, bevor ihr Mann aufwache. In ihrer Wohnung angekommen ruft Konrad an und meint, er stehe vor dem Haus. Sie öffnet ihm und geht duschen. Danach trifft sie ihn nicht an und entdeckt eine weiße Rose, wie beim Begräbnis ihrer Mutter, und eine CD mit einer Aufzeichnung von La Bohème mit ihrer Mutter in Covent Garden. Sie begreift, dass sie den Mörder hereingelassen hat. Dieser schafft unerkannt zu entkommen.
Am selben Tag erleben die Statisten bei den Proben zur Operette Die Csárdásfürstin einen Aufstand der elfjährigen Fanny, einer talentierten aber nicht sonderlich gutaussehenden Sängerin. Unterdessen begegnet Lotta altbekannten Personen: dem alten, berühmten Regisseur Heinz Zehberg, dem Kostümbildner Clemens Lenauer, dem Sänger Bernhard Riedler und der Trägerin des Maria-Fiore-Rings für hervorragende Sopranistinnen, Katharina Seliger. Als Zehberg einen glimpflichen Herzanfall hat, wird die Probe vorzeitig abgebrochen. Anschließend erzählt Fanny in der Opernkantine Konrad und Lotta, dass Die Csárdásfürstin verschoben wird. Die Operndirektorin Susanne Supritsch, genannt Susu, verrät, dass die Oper jedoch geöffnet bleibt. Sie bietet den beiden Statisten ihre Loge für die Abendvorstellung der Zauberflöte an.
Während der Vorführung der Zauberflöte wird die Souffleuse Beate Friedmann vergiftet. Sie steigt im Wahn aus dem Souffleurkasten auf die Bühne und sackt tot zusammen. Konrad befürchtet daraufhin vom Chef der Mordkommission Heinz Krump entdeckt zu werden, der nichts von den geheimen Ermittlungen der Statisten weiß. Wegen eines früheren Konflikts hat er ihm mit einer Gefängnisstrafe gedroht, sollte er ihn bei Ermittlungsarbeiten erwischen. Daher fliehen Konrad und Lotta mit Hannes Fischers Hilfe unbemerkt aus dem Gebäude. Konrad eröffnet Lotta unterdessen, dass er als Clown auftritt, weil seine Tochter Julia bei einem Fest im Stadtpark verschwunden sei und er sie bei seinen Auftritten suche. Bevor er diese Auftritte gemacht hat, sei er außerdem alkoholabhängig gewesen.
Draußen macht sich Lotta auf den Weg in die Hongkong Bar, wo sie auf einen äußerst zerknirschten Sven trifft. Er schlägt ihr vor, in Ruhe vor dem Lokal zu reden. Dort versucht er sie zu vergewaltigen. Konrad schafft es Sven zu überwältigen und fährt mit Carlotta zu seiner Wohnung, wo er sich liebevoll um sie kümmert.
Am nächsten Morgen kommt Hannes zu Konrad nachhause, um zu berichten, dass nach Katharina Seliger, der besten Freundin der zuletzt Ermordeten gefahndet werde. Als er Lotta nach der morgendlichen Dusche sieht, vermutet er, sie hätte eine Affäre mit Konrad, weil sie Mitleid mit ihm habe. Entrüstet erzählt er, dass Konrads Hoffnungen, dass seine Tochter noch am Leben sei, illusorisch seien. Julia sei von der Strömung des an den Park angrenzenden Flusses mitgerissen worden, da die Polizei ihren Rucksack dort gefunden habe. Danach kommen sich Hannes und Lotta kommen am Gang vor der Wohnung näher, er küsst sie und läuft gleich davon. Nun begegnet Lotta noch Konrads Nachbarin Anuschka, die sich Anna nennt, eine rauchende Lungenärztin. Lotta schlägt Konrad sofort vor, mit ihr auszugehen.
Später beruft Direktorin Supritsch eine Generalversammlung auf der Probebühne der Oper ein, um mitzuteilen, dass die Oper weiterhin geöffnet bleibt und, dass Katharina Seliger verschwunden sei. In diesem Moment erscheint sie. Als sie von Beate Friedmanns Tod erfährt, bricht sie in einen entsetzten Schrei aus. Sofort wird die Versammlung aufgelöst. Clemens Lenauer und Lotta bleiben zurück. Auf seine Sticheleien hin wünscht sie ihm zum nächste Opfer zu werden. Lotta geht in die Kantine mit Fanny, die ihr dort einen Zettel in die Hand drückt. Die Balletttänzerinnen umgeben dort die Direktorin, um ihr Trost zu spenden. In Gedanken verloren stimmt Lotta der Bitte des Sängers Erich Freiwerf zu, am Nachmittag in der Probe für eine andere Sängerin einzuspringen. Dort ist sie von ihrer Leistung enttäuscht, doch Konrad muntert sie auf. Schließlich befolgen sie die Anweisung auf Fannys Zettel und an die angegebene Adresse zu dieser nachhause.
An diesem Abend wird während einer Vorstellung der Fledermaus Clemens Lenauer mit einem metallenen Seil erdrosselt, das ihn mit dem Vorhang gegen die Decke hebt. Fanny eröffnet Konrad und Lotta derweil, dass sie wisse, dass die beiden nicht bloß Statisten seien. Sie wolle ihnen ein Geheimnis über Direktorin Supritsch solange nicht eröffnen, solange sie sich nicht offenbaren. Als Hinweis gibt sie den beiden jedoch den Film Tootsie mit. Aufgrund zahlreicher Indizien ist Carlotta überzeugt, dass Fanny Konrads verschwundene Tochter ist. Dieser erklärt ihr, dass Julia schon seit 23 Jahren verschollen sei.
In dieser Nacht wird Lotta gegen vier Uhr im Auftrag von Heinz Krump aufs Polizeirevier bestellt. Er verhört wegen ihres Streits mit Clemens Lenauer vom Vortag. Krump redet auch über Lottas Aufnahmetest der Polizeischule, den sie hat abbrechen müssen, weil sie einen Suizidversuch verschwiegen hat. Sie offenbart, dass Clemens an ihrem Suizidversuch eine Mitschuld hat. Als enger Vertrauter hat er ihrer Mutter die Idee präsentiert, die Treue von Lottas Verlobtem Bernhard Riedler auszutesten, indem sie sich an ihn heranmacht, um zu beweisen, dass Riedler Lotta nur für seine Karriere ausnutze. Der Versuch gelingt. Nach dem Verhör spricht Carlotta auf der Straße mit Hannes. Sie habe durch Selbstmordversuch auch ihre Schwangerschaft beendet, von der sie nichts gewusst hatte und ertränke seitdem ihren Kummer im Alkohol. Erneut gesteht Hannes ihr erneut seine Liebe, küsst und umarmt Lotta, bis er plötzlich rücklings von Sven niedergestochen wird. Hannes wird auf die Intensivstation transportiert und Lotta fährt mit dem Taxi zu Konrad.
In Konrads Wohnung kümmert sich seine Nachbarin Anna um Lotta während er Nachforschungen über Sven anstellt. Auf einen Anruf hin fahren Lotta und Konrad auf zu Chefinspektor Krump. Als sie am Polizeirevier auf ihren Termin warten, gerät Konrad im Gespräch über Anna in Verlegenheit und fühlt sich an seine Tochter erinnert, als ihm Carlotta die Frisur richtet. Anschließend konfrontiert Konrad Krump in dessen Büro und erfährt, dass dieser über die geheimen Ermittlungen an der Oper Bescheid weiß. Konrad und Carlotta stellen umfangreichere Forderungen, um die Ermittlungen fortzusetzen und der Chefinspektor bietet an, den Fall von Julia Fürsts Verschwinden neu aufzurollen.
Zu ihrer eigenen Sicherheit soll Lotta nun für die nächsten Tage zu Konrad Fürst ziehen. Die beiden fahren zu ihrer Wohnung, die völlig verwüstet ist. Eine hämische Botschaft an der Wand beweist, dass Lottas One-Night-Stand hier gewesen ist. Verstört läuft Lotta davon. Am Telefon spricht sie mit Anna. Diese erzählt ihr, dass sie vom behandelnden Arzt wisse, dass Hannes’ Behandlung wirke.
Zurück in Konrads Wohnung schauen Lotta und er den Film Tootsie und rätseln, was er ihnen über Susu Supritsch verraten sollte. Danach fahren sie in die Oper, wo nun die Operette Das Land des Lächelns am Plan steht, mit Konrad und Lotta als die einzig übrigen Statisten. Sie begegnen Fanny und geben sich als verdeckte Ermittler zu erkennen. Nun erfahren sie, dass Supritschs Geheimnis ihre Homosexualität ist, dass sie ihre Ehe nur zum Schein führt und dass sie die Besetzungen im Ballett mit Sex regelt.
Die Probe findet unter der Leitung von Regieassistentin Alex und in stark ausgedünnter Besetzung statt. Da die Sänger große Schwierigkeiten mit dem Text und der Bewegung auf der Bühne haben, läuft die Probe chaotisch ab. Einzig die drei Balletttänzerinnen Viktoria, Pauli und Tanja sind routiniert. Auffällig ist, dass Tanja einmal mit Supritsch fortgeht und mit verkehrtem T-Shirt zurückkommt. Nachher besuchen Lotta und Konrad Hannes auf der Intensivstation. Zurück in Konrads Wohnung erzählt er, dass sich Julias Mutter Eva zwei Jahre nach ihrem Verschwinden das Leben genommen hat, da sie überzeugt gewesen ist, dass ihre Tochter tot sei.
Am nächsten Tag läuft die Probe so chaotisch wie am Vortag ab. Die Balletttänzerin Tanja flirtet währenddessen zeitweise offen mit der Direktorin. Um Fannys Behauptungen zu überprüfen und dem Verdacht gegen Susu Supritsch als Mörderin nachzugehen, beschließt Lotta mit ihr zu flirten. Diese gibt vor generell nicht an Frauen interessiert zu sein. Regieassistentin Alex erklärt Lotta allerdings, dass dies die Art der Direktorin sei zu zeigen, dass man nicht ihrem Typ entspreche und bestätigt, dass Susus Ehe ein bloßes Alibi sei. Als die Probe fortgesetzt wird, erzählt Konrad Carlotta, dass er von Krump erfahren habe, dass Sven wegen eines Gewaltverbrechens in Sachsen-Anhalt gesucht werde und in Wahrheit Detlef Kronberger heiße.
Vor der Aufführung am folgenden Tag herrscht großes Durcheinander hinter der Bühne. Eine nicht näher beschriebene Frau entdeckt in ihrer Garderobe ein Päckchen mit einer Lustkugel, die eine Klingel in sich trägt. Sie führt diese in sich ein und geht freudig nervös in Richtung Bühne. Während der ersten Hälfte des Stücks bemerkt Konrad als erster ein Klingeln, das er nicht näher verorten kann, später bemerkt es auch Lotta. In der Pause erzählt Alex, dass sie sich freue, dass Katharina endlich die Rolle der Lisa in Das Land des Lächelns singen könne, wo sie doch der Regisseur bei einer früheren Inszenierung kurz vor der Premiere umbesetzt habe. Während der zweiten Hälfte erzählt die Balletttänzerin Tanja Lotta, dass Bernhard es leid tue, was zwischen ihnen vorgefallen ist. Das Stück läuft ohne Zwischenfälle, bis am Ende des Applauses mit einem Knall Tanjas Unterleib explodiert.
In der ausgebrochenen Panik kommen Konrad und Carlotta zum Schluss, dass der Mörder Seliger den Triumph auf der Bühne hat ermöglichen wollen und nach dem Tod von Tanja, Susu Supritschs Geliebter, es nun auf Susu abgesehen haben müsse. Diese entdecken sie auf der Beleuchterbrücke, wie sie von Katharina Seliger mit einer Pistole bedroht wird. Auf dem Weg zur Brücke wird Lotta von Sven überrumpelt. Ein Polizist befreit sie mit einem Schreckschuss aus der gefährlichen Lage. Konrad ist einstweilen auf der Beleuchterbrücke angekommen und stürzt im Gerangel mit Seliger in die Tiefe.
Nachdem sich Lotta um Konrad gekümmert hat, macht sie sich auf die Suche nach der geflohenen Katharina Seliger. Sie findet sie im Ballettsaal, wo sie mit einer Pistole wartet. Katharina erklärt, dass sie die Morde wegen Susu Supritsch begangen habe, mit der sie zwölf Jahre lang in einer Beziehung gewesen sei. Ihr Leben lang habe sie mit ihrer Sexualität gekämpft und habe Halt in der Beziehung mit Susu gefunden. Als Direktorin habe sich diese allerdings nur noch für jüngere Frauen interessiert und als Katharina in Das Land des Lächelns umbesetzt wurde, habe Susu keine Anstalten gemacht das zu verhindern. In dem Unfalltod der Sängerin, die von der Kulisse erschlagen worden ist, habe Seliger dann ein göttliches Zeichen erkannt die Morde zu begehen. Diese Zeichen haben sie bei jeder außer ihrer letzten Tat angeleitet. So habe sie zu Susu zurückkehren wollen. Plötzlich stürmt Sven mit einem Messer in den Saal, die Klinge verletzt Katharina und deren Schüsse erwischen Sven.
Im Krankenhaus lädt Katharina Seliger, Carlotta Fiore zu sich ein. Sie beichtet, dass sie am Parkfest gewesen sei und beobachtet habe wie Maria Fiore ein Mädchen, Julia Fürst, entführt hat. Seliger sei in Fiore verliebt gewesen und habe ihr schließlich sogar dabei geholfen, das Kind in ein Auto zu hieven. An dieser Stelle fügt sich der Handlungsstrang der Kapitel mit dem Titel Das Mädchen in die Haupthandlung. In diesem wird das Leben des entführten Mädchens und dessen Angst vor Alpträumen und vor seiner Mutter beschrieben. Das Mädchen macht auf Anraten einer Lehrerin auch eine Therapie bei einem Facharzt für Neurologie und Psychiatrie, Dr. Krishan Blanckel. Der Erzählstrang endet damit, dass das Kind ein letztes Mal bei Dr. Blanckel ist, ihm ein Polaroid-Foto zeigt auf welchem es mit einem anderen Mädchen zusammen abgebildet ist, und sich schließlich für den Umzug nach Wien bereitmacht. Nun erkennt Lotta, dass Konrad Fürst ihr Vater ist, dass sie in Wirklichkeit Julia Fürst ist und dass Henriette Manzini die leibliche Tochter von Maria Fiore ist.
Schließlich erfährt Carlotta von Krump in dessen Büro, dass der Verein Freunde der Wiener Oper ihre Gage finanziert hat. Zudem macht er ihr das Angebot in seiner Abteilung abzufangen, was Lotta ablehnt. Nun trifft sich Carlotta noch mit Henriette. Deren Anspielung vom Beginn auf ihre sonderbare Gabe kann sie jetzt nachvollziehen, da sie in ihrer Kindheit beisammen waren. Zuletzt wird geschildert, was eineinhalb Jahre später passiert. Carlotta und Hannes sind in einer Beziehung und haben zusammen ein Kind namens Konrad. Am Ende nimmt Hannes einen Anruf entgegen und teilt Carlotta mit, ihr Vater sei aus dem Koma erwacht.

### Personen (Auswahl)
| Alex                        | Die 33-jährige Alex ist Regieassistentin und leitet bei Die Csárdásfürstin, sowie Das Land des Lächelns die Proben. Sie war einmal Susanne Supritschs Geliebte. Nach der Lösung des Falles heiratet sie ihre Lebensgefährtin in New York. Carlotta Fiore ist ihre Trauzeugin. |
| Anuschka „Anna“             | Anna ist 51 Jahre alt, Konrad Fürsts Nachbarin, Lungenfachärztin und Raucherin. Als Hannes Fischer im Krankenhaus liegt, verschafft sie Carlotta Neuigkeiten über dessen Zustand. |
| Beate Friedmann             | Die Souffleuse und beste Freundin von Katharina Seliger stirbt durch eine Vergiftung während einer Aufführung der Zauberflöte. |
| Bernhard Riedler            | Bernhard ist ein gutaussehender, muskulöser und talentierter Opernsänger. Er hat sich mit Carlotta Fiore auf einem Urlaub in Paris verlobt und hat sie sechs Jahre vor der Romanhandlung beinahe geheiratet. Dies vereitelte deren Mutter, indem sie ihn mit Hilfe von Clemens Lenauer verführte und ihrer Tochter so dessen Untreue bewiesen hat. Später ist er mit der Balletttänzerin Pauli in einer Beziehung gewesen. |
| Carlotta „Lotta“ Fiore      | Die 28-jährige Kaufhausdetektivin scheiterte als Opernsängerin im Schatten ihrer berühmten Mutter, der Sopranistin Maria Fiore, die sich seit ihrer Kindheit darum bemühte, dass ihre Tochter ebenfalls in der Oper Erfolg hatte. Als Polizeischülerin scheiterte sie nach einer Woche auf Zutun von Heinz Krump. Da ihr für verdeckte Ermittlungen als Statistin an der Wiener Oper 10.000 € angeboten werden, begibt sie sich wieder inmitten von Menschen, deren Getue sie verabscheut. Sie trinkt häufig und viel Alkohol, ist allerdings Nichtraucherin und flirtet ohne große Ansprüche mit Männern. Ihr eigener Name stört sie („der perfekte Name für Damenbinden oder ein Küchengerät, aber nicht für einen Menschen“) und nennt sich daher Lotta. Sie besitzt die Gabe mit einem Blick in die Augen einer Person deren Lieblingsfarbe, letzte Mahlzeit und Alter herauszufinden. |
| Clemens Lenauer             | Der Kostümbildner hat eine skrupellose Arbeitsmoral und ist Carlotta Fiore feindselig gestimmt. Während einer Aufführung der Fledermaus wird er von einem Metallseil stranguliert. |
| Erich Freiwerf              | Der Opernsänger kommt Carlotta Fiore längere Zeit nur als „Hutwerfer“ in den Sinn, da er beim Begräbnis von Maria Fiore anstelle der Erde, seinen Hut in das Grab geworfen hat. |
| Eva                         | Eva ist Konrad Fürsts Partnerin und Julias Mutter, die sich zwei Jahre nach dem Verschwinden ihrer Tochter das Leben genommen hat. |
| Fanny Wagener               | Die Elfjährige steht seit sie vier ist auf der Bühne und spielt an der Oper in verschiedenen Inszenierungen. Carlotta findet das Mädchen hässlich und vergleicht sein Gesicht mit Ameisenbären. Ihr Vater arbeitet bei der Bahn und ihre Mutter ist gestorben, als sie vier gewesen ist. |
| Hannes Fischer              | Der 35-jährige Polizist war in einer Beziehung mit Carlotta Fiore. Er hat allerdings weiterhin romantische Gefühle für sie. |
| Heinz Krump                 | Chefinspektor Heinz Krump ist Leiter der Mordkommission. Der 60-jährige hat Konrad Fürst vom Polizeidienst suspendiert, als er infolge des Verschwindens seiner Tochter alkoholabhängig geworden ist. Etwa drei Jahre vor der Romanhandlung hat er Carlotta Fiore aus der Polizeischule geworfen. |
| Heinz Zehberg               | Der berühmte Regisseur führt bei Die Csárdásfürstin Regie. Da er einen leichten Herzinfarkt verschwiegen hat und während einer Probe einen glimpflichen Herzanfall hat, werden die Proben für das Stück pausiert. |
| Henriette Manzini           | Die korpulente Frau mit dicken Brillen schreitet wie eine Balletttänzerin und wohnt in einer Nervenheilanstalt. Sie versucht im Kaufhaus, in dem Carlotta Fiore als Hausdetektivin beschäftigt ist, regelmäßig etwas mitgehen zu lassen. In Wirklichkeit ist sie Maria Fiores leibliche Tochter Carlotta. |
| Katharina Seliger           | Die 48-jährige Opernsängerin ist Trägerin des Maria-Fiore-Rings für herausragende Sopranistinnen. Sie hat bei dem Fest im Stadtpark beobachtet wie Maria Fiore Julia Fürst entführt und hat ihr sogar geholfen, da sie in Maria Fiore verliebt gewesen ist. Sie begeht die Morde an der Wiener Oper wegen göttlicher Hinweise und des Verlangens die Liebe von Susanne Supritsch zurückzuerlangen. Nachdem sie von einem Messerwurf von Sven Munz/Detlef Kronberger verletzt worden ist, stirbt sie Tage darauf. |
| Konrad Fürst                | Der 57-jährige ehemalige Polizist der Mordkommission tritt als Clown Foxi auf, um bei seinen Auftritten nach seiner verschwundenen Tochter Julia zu suchen. Wegen Alkoholismus musste er den Polizeiberuf aufgeben. An der Wiener Oper ermittelt er unter dem Decknamen Erwin Moser. |
| Maria Fiore                 | Die berühmte Opernsängerin hat in allen großen Opernhäusern der Welt gesungen. Sie ist an einer Krebserkrankung gestorben. Sie hat die Tochter von Konrad Fürst und Eva, Julia Fürst, entführt und sie als Carlotta Fiore aufgezogen. Ihre leibliche Tochter hat sie unter dem Namen Henriette Manzini in einer steirischen Privatklinik für psychiatrische Erkrankungen untergebracht. |
| Otto Merkweditz             | Merkweditz ist Regisseur einer Inszenierung von Das Land des Lächelns. Bei dieser besetzte er Katharina Seliger in der Rolle der Lisa kurz vor der Premiere um. |
| Pauli                       | Die Balletttänzerin hat eine große, kräftige Statur, sowie kurze dunkle Haare und wirkt an Das Land des Lächelns mit. Sie ist bis vor kurzem Bernhard Riedlers Freundin gewesen. |
| Susanne „Susu“ Supritsch    | Die Direktorin der Wiener Oper hat ein Wirtschaftsstudium abgeschlossen und eine Schauspielausbildung abgebrochen. Nach unterschiedlichen Anstellungen im Theaterbetrieb, einer Beschäftigung in der Pressestelle eines Provinztheaters und mehrjähriger Tätigkeit in einem großen deutschen Opernhaus hat sie die Leitung der Wiener Oper übernommen. In Wien hat sie einen Steuerberater geheiratet. |
| Sven Munz/Detlef Kronberger | Der 27-jährige Deutsche erzählt Carlotta bei ihrem ersten Treffen in der Honkong Bar, er sei vor kurzem aus beruflichen Gründen von Frankfurt nach Wien gezogen. In Wahrheit heißt er Detlef Kronberger und wird in Sachsen-Anhalt per Haftbefehl wegen eines Gewaltverbrechens gesucht. |
| Tanja                       | Die Balletttänzerin wird als klein und hübsch beschrieben und geht während der Proben für Das Land des Lächelns öfters zu Susanne Supritsch, um sich privat zu vergnügen. Sie stirbt gegen Ende der Aufführung durch eine explodierende Lustkugel. |
| Viktoria                    | Die Balletttänzerin mit langer, schlaksiger Statur wirkt an Das Land des Lächelns mit. |
| Wilhelm Neumann             | Der Tenor spielt in der Oper Die Zauberflöte die Rolle des Monostatos. Nachdem sein Garderobier Fritz auf den Toiletten eingesperrt wurde, wird er mit einem Teil seines metallischen Kostüms erstochen und stirbt auf der Bühne der Oper. |

## Form
Dem Roman sind zwei Zitate vorangestellt. Zuerst eines aus Giacomo Puccinis Oper Turandot:
Keiner schlafe! Keiner schlafe!
Auch Du, Prinzessin,
in Deinem kalten Gemach,
betrachtest die Sterne,
die vor Liebe und Hoffnung beben!
Aber mein Geheimnis ist in mir verborgen,
meinen Namen wird keiner erfahren!
Das Zitat verweist auf verschiedene Themen, die im Buch aufgegriffen werden. Mit seinem Verfasser verweist es auf Opern und inhaltlich auf ein Geheimnis und einen Namen. Das zweite Zitat ist ein hawaiianisches Sprichwort, das den Einfluss der Vergangenheit auf die Gegenwart betont:
Alles, was einmal war, ist immer noch,
 nur in einer anderen Form.
Die Romanhandlung wird weitestgehend im Präteritum von der Ich-Erzählerin Carlotta Fiore erzählt. Jedoch sind die Kapitel, die mit Das Mädchen betitelt sind, und jene mit dem Zusatz Vorstellung mit einer personalen Erzählhaltung formuliert. In letzteren findet sowohl stets die Aufführung eines Stücks in der Wiener Oper statt, als auch – abgesehen vom Kapitel „Land des Lächelns“ ein Mord. Den meisten Kapiteln ist ein Titel vorangestellt, der auf Musik verweist, häufig ein musikalischer Fachbegriff:
| Kapitel     | Titel                          | Seiten  | Anmerkungen |
| ----------- | ------------------------------ | ------- | --- |
| PROLOG      | Vorstellung: MONOSTATOS        | 9–16    | Mozarts Oper Die Zauberflöte wird aufgeführt. Der Titel bezieht sich auf die Rolle des erzählenden Tenors.          |
| 1.          | A CAPELLA                      | 17–25   | |
| Das Mädchen | 30. August                     | 26–27   | |
| 2.          | CAPRICCIO                      | 28–37   | |
| 3.          | STACCATO                       | 38–45   | |
| Das Mädchen | 13. Juli, 1 Jahr später        | 46–47   | |
| 4.          | OUVERTÜRE                      | 48–54   | |
| 5.          | TONART                         | 55–66   | |
| Das Mädchen | 14. Juli                       | 67–68   | |
|             | Vorstellung: ROSALIA           | 69–74   | Der Titel bezieht sich auf die Rolle der Rosalia, die die erzählende Sängerin im Musical West Side Story darstellt. |
| 6.          | DISSONANZ                      | 75–81   | |
| 7.          | TIMBRE                         | 82–87   | |
| 8.          | PRIMADONNA                     | 88–94   | |
| 9.          | LAMENTO                        | 95–99   | |
| Das Mädchen | 19. Juli, im nächsten Jahr     | 100–101 | |
| 10.         | MEZZA VOCE                     | 102–108 | |
| 11.         | TOCCATA                        | 109–113 | |
|             | Vorstellung: ZAUBERFLÖTE       | 114–121 | |
| 12.         | MOLL                           | 122–131 | |
| 13.         | LIETO FINE                     | 132–141 | |
| Das Mädchen | 22. Juli                       | 142–143 | |
| 14.         | KADENZ                         | 144–149 | |
| 15.         | MADRIGAL                       | 150–156 | |
| Das Mädchen | 22. Juli                       | 157–160 | |
| 16.         | DUETT                          | 161–166 | |
| 17.         | VALSE TRISTE                   | 167–175 | |
| 18.         | CABALETTA                      | 176–182 | |
| 19.         | CHROMATIK                      | 183–189 | |
|             | Vorstellung: FLEDERMAUS        | 190–196 | |
| 20.         | FORTEFORTISSIMO                | 197–204 | |
| Das Mädchen | August, September              | 205–207 | |
| 21.         | ZWISCHENSPIEL                  | 208–214 | |
| 22.         | MOLL                           | 215–220 | |
| 23.         | PARLANDO                       | 221–230 | |
| 24.         | IMPRESARIO                     | 231–240 | |
| Das Mädchen | 18. Oktober                    | 241     | |
| 24.         | FALSETT                        | 242–247 | |
| 26.         | HOSENROLLE                     | 248–259 | |
| 27.         | DEIN IST MEIN GANZES HERZ      | 260–269 | |
| 28.         | ZEITOPER                       | 270–276 | |
| Das Mädchen | 23. Oktober                    | 277–279 | |
| 29.         | NACHTMUSIK                     | 280–282 | Der Titel kann als Verweis auf Mozarts Komposition Eine kleine Nachtmusik verstanden werden.                        |
| 30.         | COMMEDIA DELL'ARTE             | 283–291 | |
| 31.         | INTONATION                     | 292–299 | |
| 32.         | MENUETT                        | 300–304 | |
|             | Vorstellung: LAND DES LÄCHELNS | 305–308 | Der Titel verweist auf Franz Lehárs Operette Das Land des Lächelns.                                                 |
| 33.         | PREMIERE                       | 309–318 | |
| Das Mädchen | 3 Jahre später, 22. Juli       | 319–322 | |
| 34.         | LEITMOTIV                      | 323–328 | |
| 35.         | GRAND OPERA                    | 329–337 | |
| 36.         | BALLADE                        | 338–340 | |
| Das Mädchen | 23. Juli                       | 341–344 | |
| 37.         | TRILLER                        | 345–352 | |
| 37.         | FINALE                         | 353–362 | |
| 39.         | PAVANE                         | 363–367 | |
| 40.         | REFERENZTON                    | 368–371 | |
| EPILOG      | EINEINHALB JAHRE SPÄTER        | 372–376 | |

## Rezeption
Wegen eines Auftritts der Autorin in der Fernsehsendung Heute Leben am 20. Februar 2015 wurde das Veröffentlichungsdatum vom 6. März auf eben dieses Datum vorverlegt. Der Roman wurde 2015 mit dem Leo-Perutz-Preis der Stadt Wien und des Hauptverbands des Österreichischen Buchhandels (HVB) ausgezeichnet. Die Jury hebt in ihrer Begründung das Tempo der Handlung, das außergewöhnliche Figurenensemble und die Qualität des Hintergrundwissens über die Wiener Staatsoper positiv hervor. Am 9. Mai 2015 wurde das Buch unter den Belletristik-Bestsellern in den österreichischen Tageszeitungen Der Standard und Österreich auf Rang 9 gelistet.
Unter dem Titel „Große Operette“ beschreibt Rudolf Neumaier in der Süddeutschen Zeitung das Buch als durchdacht konstruierten Kriminalroman in Wiener Tradition. Im Gegensatz zu skandinavischen Krimis würden komische und bisweilen Slapstick-Elemente angewandt und Dialoge gewännen aufgrund der österreichischen Ausdrucksweise an Unterhaltungswert. Ebenso kämen sentimentale Liebes- und Familienangelegenheiten an geeigneter Stelle zum Höhepunkt. Lobend hebt der Rezensent die Protagonistin hervor, welche er als Pendant zur Figur des Simon Brenner bei Wolf Haas bezeichnet. Auch in Ö1 wird Carlotta Fiore ähnlich zu Protagonisten bei Haas und Henning Mankell als „einsam, strauchelnd und eher auf der Verliererseite“ beschrieben. Auf Welt.de betont Elmar Krekeler, dass an der Figur der Carlotta Fiore zu erkennen sei, dass weibliche Ermittler eher schräg und weniger stereotyp ausfielen, da sie keiner Tradition literarischer Detektive folgten und sich nicht krampfhaft davon abgrenzen müssten. Die Kleine Zeitung bezeichnet den Roman als „schräg, spannend und einfach anders“ und hebt die Kombination skurriler und packender Elemente der Handlung hervor. Auch im Fernsehmagazin Heute Mittag wird hervorgehoben, das Buch sei „wohltuend bizarr und spannungsgeladen“. Im Kurier lobt Peter Pisa den Einfallsreichtum der Autorin, sowie das Tempo und den Humor im Roman, kritisiert jedoch, dass die Krimihandlung bloß als inhaltliche Stütze diene. Angela Schwarz kritisiert, dass das Zusammenführen von drei Handlungssträngen am Ende etwas konstruiert wirke, lobt allerdings die Zeichnung der Charaktere, den gewitzten Stil und die Beschreibung des Alltags in der Oper.

### Textausgaben
- Theresa Prammer: Wiener Totenlieder. Marion von Schröder Verlag, Berlin 2015, ISBN 3-548-61322-5. (Gebundene Ausgabe)
- Theresa Prammer: Wiener Totenlieder. List Taschenbuch, Berlin 2016, ISBN 978-3-548-61322-2. (Taschenbuch)
- Theresa Prammer: Wiener Totenlieder. Hörbuch Hamburg, Hamburg 2015, ISBN 978-3-89903-932-0. (Hörbuch, gekürzte Lesung. Gelesen von Vanida Karun, Regie: Margrit Osterwold)